# Lê Văn Đô
Lê Văn Đô (sinh ngày 8 tháng 7 năm 2001) là một cầu thủ bóng đá người Việt Nam chơi ở vị trí Tiền vệ cánh cho câu lạc bộ bóng đá PVF–CAND và đội tuyển bóng đá U-23 quốc gia Việt Nam.

## Thống kê sự nghiệp

### Bàn thắng quốc tế

#### U-23 Việt Nam
| #  | Ngày               | Địa điểm                                 | Đối thủ   | Tỷ số | Kết quả | Giải thi đấu                           |
| -- | ------------------ | ---------------------------------------- | --------- | ----- | ------- | -------------------------------------- |
| 1. | 6 tháng 5 năm 2022 | Sân vận động Việt Trì, Phú Thọ, Việt Nam | Indonesia | 3–0   | 3–0     | Đại hội Thể thao Đông Nam Á 2021       |
| 2. | 6 tháng 9 năm 2023 | Sân vận động Việt Trì, Phú Thọ, Việt Nam | Guam      | 1–0   | 6–0     | Vòng loại Cúp bóng đá U-23 châu Á 2024 |

## Danh hiệu

### Câu lạc bộ
CLB PVF
- Giải hạng nhì quốc gia: Vô địch 2016.
- Giải U17 quốc gia: Vô địch 2017.
- Giải U19 quốc gia: Vô địch 2020.

#### Công an Hà Nội
- V. League 1:
  -  Vô địch: 2023
- Siêu cúp Quốc gia: 
  -  Vô địch: 2025

### Đội tuyển quốc gia

#### U-23 Việt Nam
- Đại hội Thể thao Đông Nam Á: 
  -  Huy chương vàng: 2021
  -  Huy chương đồng: 2023